# Puente Al-Sarafiya

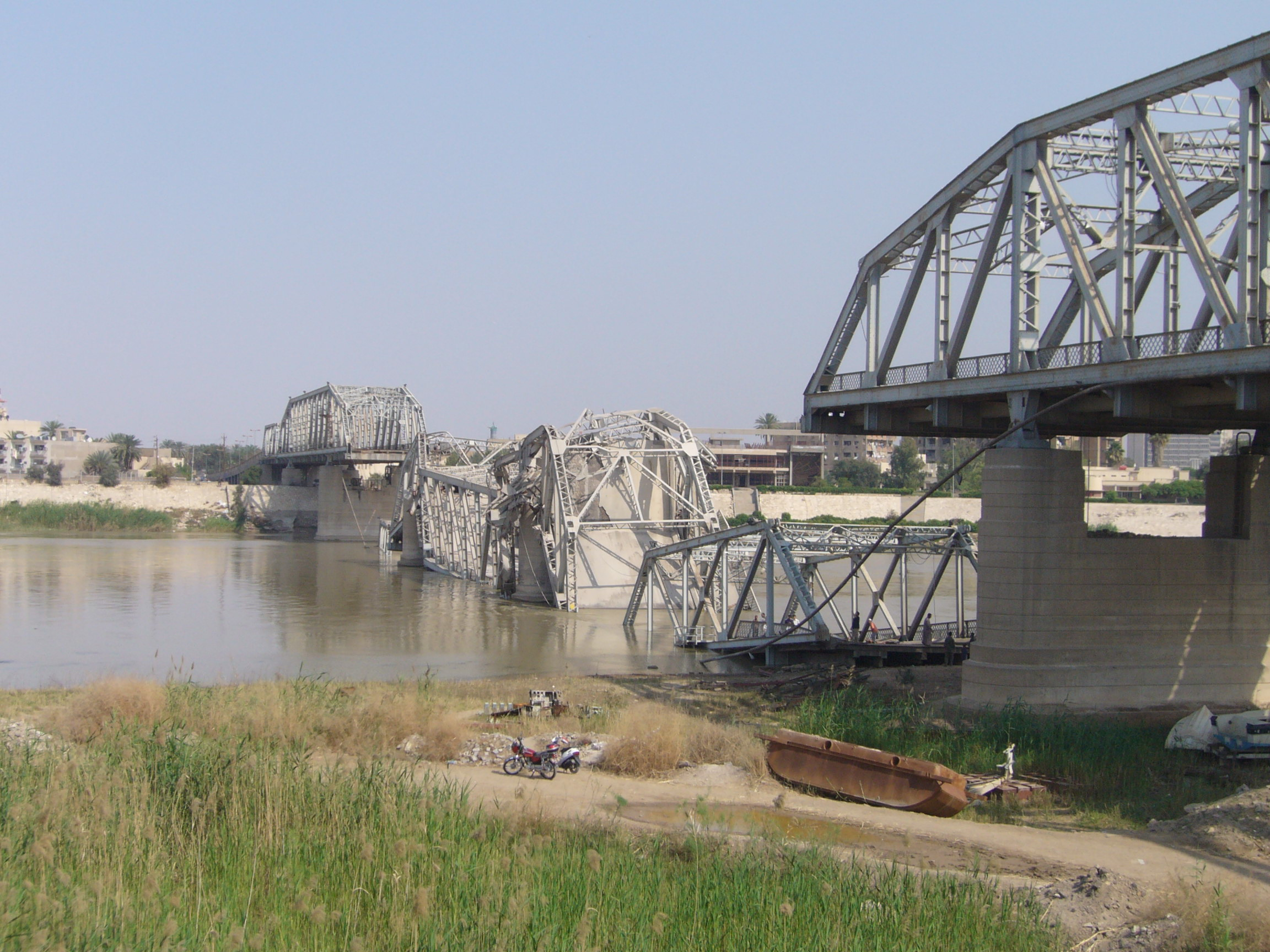
El puente Al-Sarafiya destruido, en una imagen de 2007.

El puente Al-Sarafiya (en árabe, جسر الصرافية) es una construcción de acero de unos 460 metros de largo que cruza el río Tigris para unir el barrio de Waziriyah con el barrio de Utafiyah, al norte de Bagdad, Irak.
El 12 de abril de 2007, un atacante suicida hizo explosionar un camión cargado de explosivos en el centro del puente, matando a 10 civiles iraquíes e hiriendo a otras 26 personas. El puente quedó prácticamente destruido en su totalidad, atrapando a varias personas que cayeron al río.
El puente fue reconstruido en un año y dos meses más tarde, logrando reanudar el tráfico normal el 27 de mayo de 2008, cuando el primer ministro iraquí, Nuri al Maliki, lo inauguró.